# Великодворский (сельское поселение)
Муниципальное образование «Посёлок Великодворский» — сельское поселение в составе Гусь-Хрустального района Владимирской области.
Административный центр — посёлок Великодворский.

## История
Муниципальное образование «Посёлок Великодворский» образовано 25 мая 2005 года в соответствии с Закон Владимирской области № 69-ОЗ. В его состав вошли территория посёлка Великодворский и часть населённых пунктов бывшего Уляхинского сельсовета.

## Население
| 2010  | 2011  | 2012  | 2013  | 2014  | 2015  | 2016  | 2017  | 2018  |
| ----- | ----- | ----- | ----- | ----- | ----- | ----- | ----- | ----- |
| 2168  | ↘2158 | ↘2093 | ↘2049 | ↘1982 | ↘1964 | ↘1914 | ↘1907 | ↘1876 |
| 2019  | 2020  | 2021  |       |       |       |       |       |       |
| ↘1843 | ↘1821 | ↗2136 |       |       |       |       |       |       |

## Состав сельского поселения
| № | Населённый пункт | Тип населённого пункта          | Население |
| - | ---------------- | ------------------------------- | --------- |
| 1 | Великодворский   | посёлок, административный центр | ↗2010     |
| 2 | Великодворье     | село                            | ↘21       |
| 3 | Дубровский       | железнодорожная станция         | ↘5        |
| 4 | Залесье          | деревня                         | ↘88       |
| 5 | Малышкино        | деревня                         | ↘6        |
| 6 | Мордвиново       | деревня                         | ↗2        |
| 7 | Растово          | деревня                         | →2        |
| 8 | Харламово        | деревня                         | ↘2        |